# Liste der portugiesischen Botschafter in Malawi
Die Liste der portugiesischen Botschafter in Malawi listet die Botschafter der Republik Portugal in Malawi auf. 
Erstmals akkreditierte sich ein Vertreter Portugals im Jahr 1969 in der malawischen Hauptstadt Zomba. Portugal unterhielt dort seit 1966 eine eigene Botschaft, bis zum Abbruch der diplomatischen Beziehungen am 25. Juli 1974. Die Botschaft der Bundesrepublik Deutschland nahm danach die Interessen Portugals in Malawi wahr, bis sich 1983 erstmals wieder ein Vertreter Portugals vor Ort akkreditierte. Eine eigene Vertretung eröffnete Portugal dort nicht wieder, Malawi gehört seither zum Amtsbezirk des Portugiesischen Botschafters in Simbabwe, der sich dazu am malawischen Regierungssitz in Lilongwe (bis 1994 Zomba) zweitakkreditiert (Stand 2019).

## Missionschefs
| Name                                             | Bild   | Amtszeit                         | Anmerkungen                                                                |
| Malawi                                           | Malawi | Malawi                           | Malawi                                                                     |
| ------------------------------------------------ | ------ | -------------------------------- | -------------------------------------------------------------------------- |
| Fernando Manuel da Silva Marques                 |        | Juli 1966 –26. März 1969         | Geschäftsträger am Amtssitz Zomba                                          |
| Vasco Luís Caldeira Coelho Futcher Pereira       |        | 26. März 1969 –14. November 1972 | Botschafter mit Amtssitz Zomba                                             |
| João Uva de Matos Proença                        |        | 14. November 1972 –25. Juli 1974 | Übergangs-Geschäftsträger, am 25. Juli 1974 Abbruch der Beziehungen        |
| Luís Augusto Martins                             |        | ab 1983                          | Botschafter mit Amtssitz Harare, am 25. Februar 1983 in Zomba akkreditiert |
| Eduardo Fernando Street Manoel Nunes de Carvalho |        | ab 1992                          | Botschafter mit Amtssitz Harare, am 1. April 1992 in Zomba akkreditiert    |
| José Ernst Henzler Vieira Branco                 |        | ab 1996                          | Botschafter mit Amtssitz Harare, am 6. März 1996 in Lilongwe akkreditiert  |
| Carlos Neves Ferreira                            |        | ab 1999                          | Botschafter mit Amtssitz Harare                                            |
| João Carlos Bessa Pinto Versteeg                 |        | ab 2003                          | Botschafter mit Amtssitz Harare                                            |
| João do Carmo Ataíde da Câmara                   |        | ab 2008                          | Botschafter mit Amtssitz Harare                                            |
| Ricardo Eduardo Vaz Pereira Pracana              |        | ab 2016                          | Botschafter mit Amtssitz Harare                                            |
| Miguel de Mascarenhas de Calheiros Velozo        |        | seit 2018                        | Botschafter mit Amtssitz Harare                                            |